# Cody Glass
Cody Glass, född 1 april 1999, är en kanadensisk professionell ishockeyforward som spelar för Nashville Predators i NHL.
Han har tidigare spelat på NHL-nivå för Vegas Golden Knights och på lägre nivåer för Chicago Wolves i American Hockey League (AHL) och Portland Winterhawks i Western Hockey League (WHL).
Glass draftades av Vegas Golden Knights i första rundan i 2017 års draft som sjätte spelare totalt.

## Statistik
| 2013–2014  | Winnipeg Hawks       |            | 32  | 31 | 46  | 77  | 4   | 11 | 7  | 10 | 17 | 8  |
| 2014–2015  | Winnipeg Thrashers   | MMHL       | 40  | 23 | 32  | 55  | 26  | 8  | 2  | 2  | 4  | 6  |
|            | Portland Winterhawks | WHL        | 3   | 0  | 0   | 0   | 0   | —  | —  | —  | —  | —  |
| 2015–2016  | Portland Winterhawks | WHL        | 65  | 10 | 17  | 27  | 20  | 4  | 1  | 2  | 3  | 0  |
| 2016–2017  | Portland Winterhawks | WHL        | 69  | 32 | 62  | 94  | 36  | 11 | 4  | 5  | 9  | 10 |
| 2017–2018  | Portland Winterhawks | WHL        | 64  | 37 | 65  | 102 | 26  | 12 | 4  | 9  | 13 | 2  |
| 2018–2019  | Portland Winterhawks | WHL        | 38  | 15 | 54  | 69  | 18  | 1  | 1  | 0  | 1  | 0  |
|            | Chicago Wolves       | AHL        | 6   | 3  | 2   | 5   | 2   | 22 | 7  | 8  | 15 | 6  |
| 2019–2020  | Vegas Golden Knights | NHL        | 1   | 1  | 0   | 1   | 0   | —  | —  | —  | —  | —  |
| NHL totalt | NHL totalt           | NHL totalt | 1   | 1  | 0   | 1   | 0   | —  | —  | —  | —  | —  |
| WHL totalt | WHL totalt           | WHL totalt | 239 | 94 | 198 | 292 | 100 | 28 | 10 | 16 | 26 | 12 |

### Internationellt
| Källa: Uppdaterad: 2019-10-03 | Källa: Uppdaterad: 2019-10-03 | Källa: Uppdaterad: 2019-10-03 |         | Utv = Utvisningsminuter | Utv = Utvisningsminuter | Utv = Utvisningsminuter | Utv = Utvisningsminuter | Utv = Utvisningsminuter |
| År                            | Lag                           | Mästerskap                    | Matcher | Mål                     | Assists                 | Poäng                   | Utv                     |                         |
| ----------------------------- | ----------------------------- | ----------------------------- | ------- | ----------------------- | ----------------------- | ----------------------- | ----------------------- | ----------------------- |
| 2017                          | Kanada                        | U18                           | 3       | 2                       | 1                       | 3                       | 0                       |                         |
| 2019                          | Kanada                        | JVM                           | 5       | 2                       | 4                       | 6                       | 2                       |                         |
| Junior totalt                 | Junior totalt                 | Junior totalt                 | 8       | 4                       | 5                       | 9                       | 2                       |                         |